# Bright Eyes
"Bright Eyes" là một bài nhạc viết bởi Mike Batt, và được ca sĩ Art Garfunkel trình diễn. Bản này viết làm nhạc phim cho phim Watership Down. Bản này xuất hiện ở Anh và Âu châu trong dĩa của Garfunkel vào năm 1979 với tựa là Fate for Breakfast và ở Hoa Kỳ vào năm 1981 trong dĩa với tựa Scissors Cut. Nó là dĩa đơn được bán chạy nhất vào năm 1979 tại Anh.